# Scott Jamieson
Scott Jamieson (ur. 13 października 1988 w Auburn) – australijski piłkarz występujący na pozycji obrońcy. Zawodnik klubu Sydney FC.

## Kariera klubowa
Jamieson treningi rozpoczął w 1994 roku w zespole Kings Langley. W 1998 roku przeszedł do Blacktown City, a w 2005 roku trafił do juniorów angielskiego Boltonu Wanderers. W 2007 roku został włączony do jego pierwszej drużyny, grającej w Premier League. Spędził w niej, jednak w tym czasie nie zagrał tam w żadnym meczu.
W 2008 roku Jamieson wrócił do Australii, gdzie został graczem klubu Adelaide City z A-League. Zadebiutował tam 17 sierpnia 2008 roku w wygranym 1:0 pojedynku z Perth Glory. W 2009 roku wywalczył z zespołem wicemistrzostwo A-League. Został także wybrany Młodym Piłkarzem Roku tych rozgrywek. W Adelaide spędził 2 lata.
W 2010 roku Jamieson odszedł do Sydney FC, także grającego w A-League. Pierwszy ligowy mecz zaliczył tam 7 sierpnia 2010 roku przeciwko Melbourne Victory (3:3). 14 sierpnia 2010 roku w przegranym 1:2 spotkaniu z North Queensland Fury strzelił pierwszego gola w A-League.

## Kariera reprezentacyjna
W reprezentacji Australii Jamieson zadebiutował 3 marca 2010 roku w wygranym 1:0 meczu eliminacji Pucharu Azji 2011 z Indonezją.